# J/Boats
J/Boats es una empresa estadounidense de construcción de yates con sede en Newport (Rhode Island). Fue fundada en 1977 por los hermanos Rod Johnstone y Bob Johnstone.
Los nombres de todas sus embarcaciones comienzan con "J" y luego la medida de la eslora del barco, en pies hasta 1992, en decímetros entre 1992 y 2021, y en metros desde 2021. 
Sus primer producto fue el J/24, del que ha vendido más de 5.500 unidades.   

## Barcos
- J/24 1977
- J/30 1979
- J/36 1981
- J/29 FR 1982
- J/29 MH 1982
- J/22 1983
- J/35 1983
- J/27 1984
- J/40 1984
- J/41 1985
- J/34 1985
- J/28 1986
- J/34C 1986
- J/37 1987
- J/33 1988
- J/35C 1989
- J/37C 1989
- J/44 1989
- J/39 1991
- J/80 1992
- J/92 1992
- J/130 1992
- J/120 1994
- J/105 1995
- J/110 1995
- J/46 1995
- J/160 1995
- J/32 1996
- J/125 1997
- J/90 1997
- J/42 1995
- J/145 1999
- J/109 2004
- J/124 2005
- J/100 2005
- J/92s 2005
- J/133 2006
- J/122 2008
- J/65 2008
- J/97 2008
- J/97E 2008
- J/95 2009
- J/111 2010
- J/108 2012
- J/70 2012
- J/88 2013
- J/122E 2014
- J/112E 2015
- J/11S 2016
- J/121 2018
- J/99 2019
- J/9 2021